# آی‌تریپل‌ئی ۸۰۲٫۱۱بی-۱۹۹۹
IEEE ۸۰۲.۱۱b  یکی از استانداردهای IEEE برای شبکه‌های کامپیوتری بی‌سیم است که توسط موسسه مهندسان برق و الکترونیک در سال ۱۹۹۹ تصویب شد و از باند فرکانسی تنظیم نشدهٔ ۲.۴ گیگاهرتز استفاده می‌کند.
از آنجا که در این باند، تلفن‌های ثابت و بلوتوث نیز کار می‌کنند بنابراین ممکن است تداخلی به وجود آید.برای جلوگیری از این تداخل باید تجهیزات ۸۰۲.۱۱ را در فاصله ای دورتر از سایر تجهیزات نصب کرد.
استاندارد ۸۰۲.۱۱b از مدولاسیون CCK استفاده می‌کند و نرخ انتقال داده‌های خام حداکثر در آن ۱۱ مگابیت بر ثانیه است.از مزایای این استاندارد می‌توان به هزینهٔ کم و برد مناسب آن اشاره کرد. باید به این نکته اشاره داشت که استاندارد ۸۰۲.۱۱b با ۸۰۲.۱۱a کاملاً ناسازگار است.